# Simpsonichthys multiradiatus
Simpsonichthys multiradiatus är en fiskart som först beskrevs av Costa och Brasil, 1994.  Simpsonichthys multiradiatus ingår i släktet Simpsonichthys och familjen Rivulidae. Inga underarter finns listade i Catalogue of Life.